# Bokura no
Bokura no (jap. ぼくらの Bokura no) – manga napisana przez Mohiro Kitoh, na podstawie której w późniejszym czasie powstało anime pod tym samym tytułem.

## Opis fabuły
Piętnaścioro dzieci wybiera się nad morze, by urządzić zabawę w związku z kończącymi się wakacjami. Podczas zwiedzania plaży bohaterowie odkrywają jaskinię, w której spotykają człowieka podającego się za informatyka, który pracuje nad nową grą komputerową. Zadaniem gracza jest wcielenie się w pilota-robota ratującego ziemię przed wrogami. Zaproponował on dzieciom uczestnictwo w testach jego gry. Niestety żadne z nich nie wiedziało jak poważną decyzję podjęli, przystając na propozycję.